# Culture bro

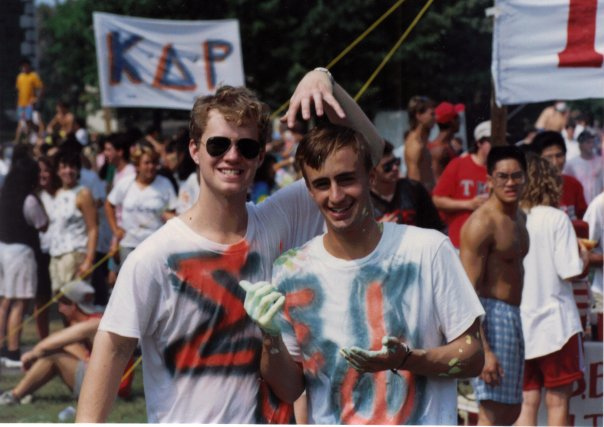
Les « bros » des fraternités étudiantes contribuent par la suite, pour certains d'entre eux, à la formation de la culture bro.

La culture bro (en anglais bro culture, littéralement la « culture des frères », « bro » étant une forme abrégée du mot anglais « brother », « frère ») est une sous-culture masculine marquée par un mélange de camaraderie et de compétition dans les relations entre jeunes gens. La culture bro est associée particulièrement à la Silicon Valley aux États-Unis, et au monde de la tech ; elle évoque un état d'esprit misogyne qui caractériserait ce milieu social dominé par des hommes blancs, hétérosexuels, riches, issus d'universités prestigieuses. Le terme peut prendre une extension large et s'employer pour des milieux hors de la tech et non américains.

## Caractéristiques

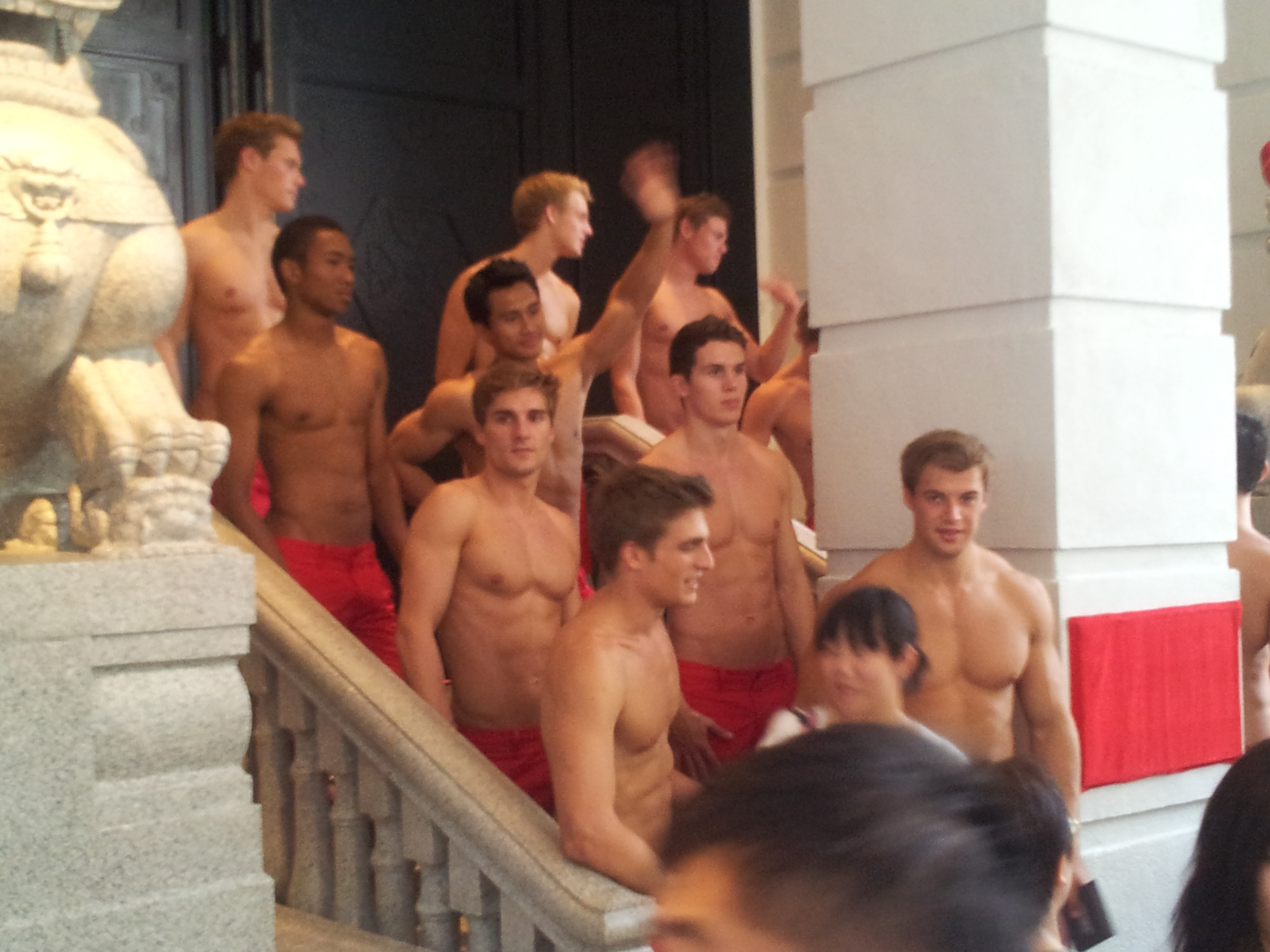
Mannequins d'une marque de vêtements fétiche des preppy bros, Abercrombie & Fitch.

Une des manifestations les plus connues de la culture bro est la participation à des sex parties avec drogue et alcool organisées par les entreprises tech,. « Le bro perçoit les femmes et la sexualité de façon stéréotypée » selon Martin Gibert, professeur à l'université de Montréal et spécialiste de l'éthique en intelligence artificielle.
Dans la mesure où ces moments festifs sont favorables à la signature de contrats, certaines femmes du monde de la tech tentent de s'y introduire pour des raisons d'intérêt professionnel ; cependant si « les hommes font des affaires dans les clubs de striptease et dans les sex parties, les femmes qui s’y rendent risquent de perdre en respect et en crédibilité », selon Emily Chang (en), auteure de Brotopia: Breaking Up the Boys' Club of Silicon Valley en 2018. Ainsi les femmes manquent des possibilités en ne participant pas à ces e-parties, et sont exclues quand elles y participent. Par ailleurs, la culture bro est réputée pour favoriser les micro-agressions et les pratiques discriminatoires à l'égard des femmes.
Dans un article du New York Magazine, Ann Friedman écrit en 2013 : « Bro désigne un jeune homme blanc égocentrique en short de bain avec un goût pour la bière bon marché. Mais c'est devenu un raccourci pour le genre d'ignorance privilégiée qui prospère dans des groupes dominés par des hommes riches, blancs et hétéros ». L'expression « culture bro » a été adoptée par les médias pour désigner une culture misogyne au sein d'une organisation ou d'une communauté marquée par l'inégalité professionnelle comme dans la Silicon Valley.
La sous-culture se réfère à un type de « masculinité fratty » (décontracté chic et conformiste) principalement sinon exclusivement blanche. Au manque de diversité de genre s'ajoute ainsi un manque de diversité ethnique et culturelle.
La culture bro peut impliquer également un certain style vestimentaire ; elle est associée à des casquettes de baseball à bords effilochés, des chemises habillées oxford, des T-shirts sport, des shorts cargo, des chaussures bateau ou des sandales. En Californie, la culture bro et la surf culture se chevauchent .

## Infériorité numérique des femmes dans les milieux de la tech

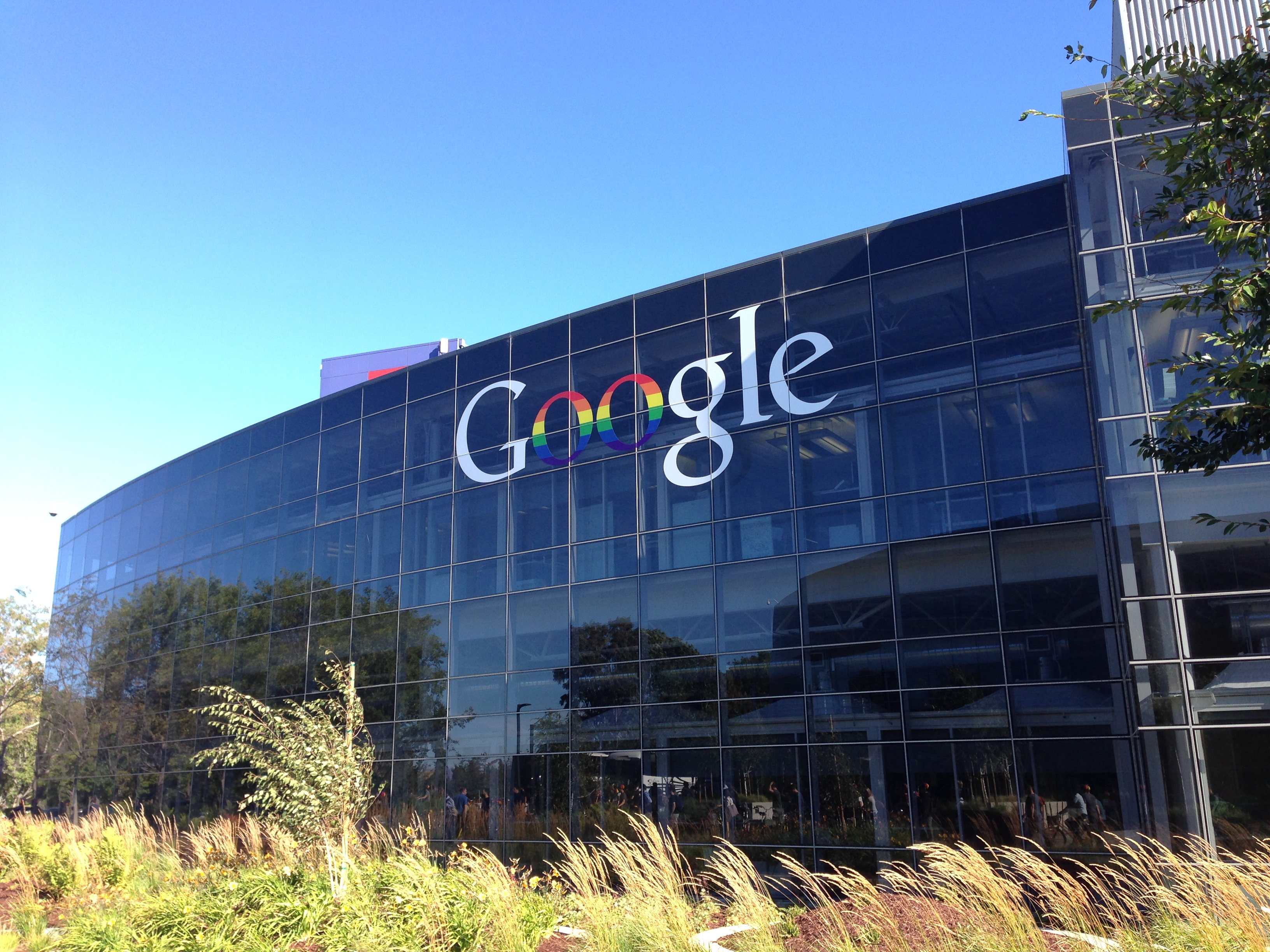
Un des bâtiments du Googleplex, le siège social de Google dans la Silicon Valley.

La sous-représentation des femmes dans le monde de la tech ne leur permettant pas de réagir efficacement aux agressions dont elles sont victimes, elle est considérée comme une des principales explications de la misogynie typique de la culture bro.

### Statistiques
Selon les chiffres produits par la journaliste Emily Chang, « dans la tech américaine, 25% des emplois informatiques reviennent à des femmes en 2018, contre 36% en 1991. En 2017, Google recensait 31% de collaboratrices dans ses bureaux, dont seulement 20% pour les métiers liés à la programmation. La situation est comparable pour Facebook, où les femmes occupent 35% des postes, mais 19% lorsqu’il s’agit de programmer. Les Afro-Américaines sont encore plus rares (3% des emplois dans l’informatique), et les Américaines d’origine latine plus rares encore (1%) ». Les femmes se heurtent à un plafond de verre : elles sont de moins en moins nombreuses au fur et à mesure que l'on s'élève dans la hiérarchie.

### Biais dans les milieux du recrutement et de l'investissement

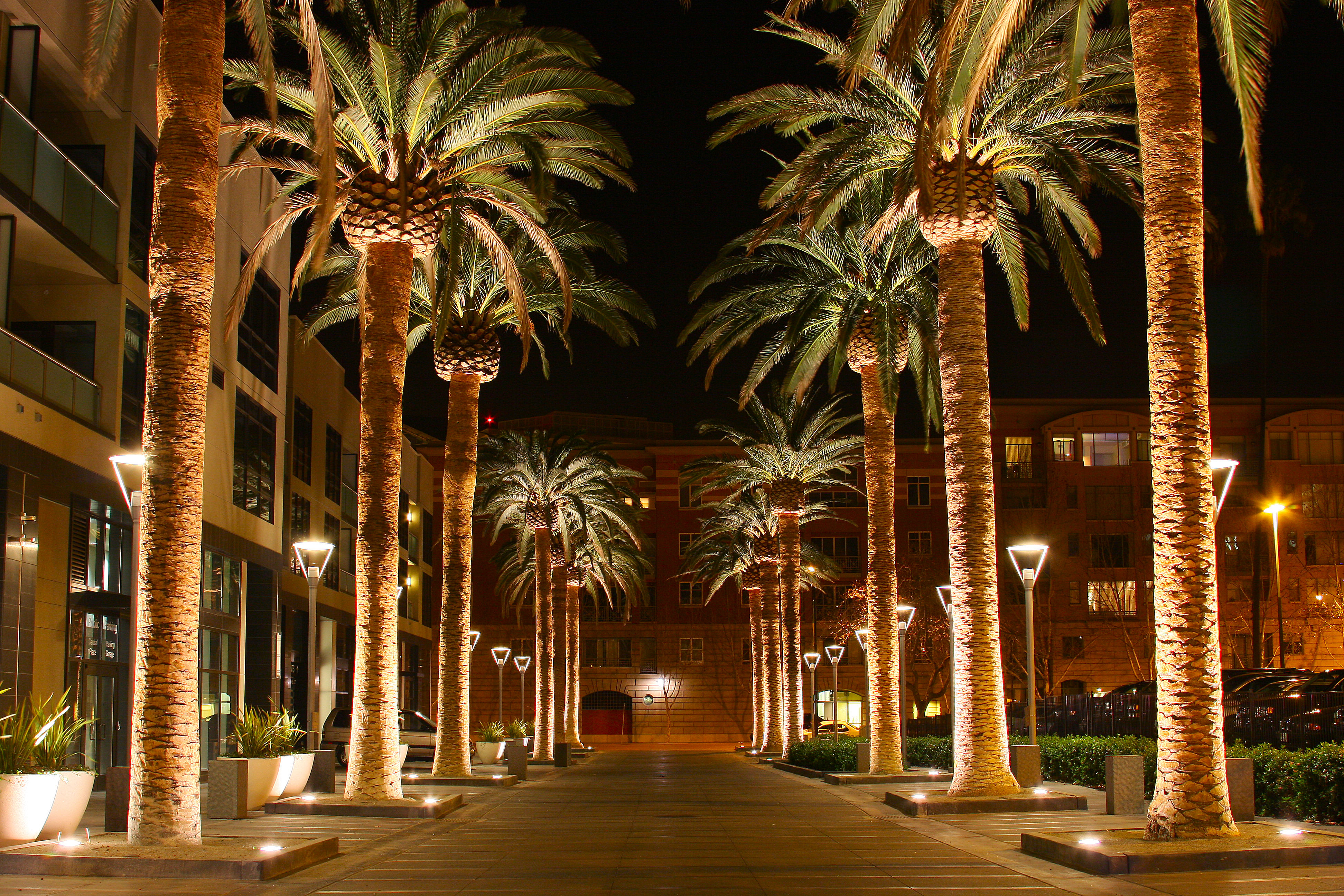
A San José, la plus grande ville de la Silicon Valley.

Un biais dans le recrutement des programmeurs pourrait expliquer la disproportion entre le nombre d'hommes et de femmes. Les tests de personnalité pratiqués pour trouver de bons programmeurs, notamment les tests élaborés par William Cannon et Dallis Perry dans les années 1970, et demeurés en usage pendant des décennies, présupposent que les programmeurs talentueux ne portent pas d'intérêt aux relations humaines. Les entreprises ont ainsi privilégié l'embauche de programmeurs de sexe masculin à tendance asociale. Selon la journaliste Emily Chang, « il n’existe aucune preuve indiquant que les hommes antisociaux sont meilleurs en informatique que les femmes, mais ce stéréotype s'est perpétué jusqu'à ce jour ».
Selon le journaliste Dans Lyons, les bros par excellence sont les investisseurs, « vrais maîtres de la Silicon Valley » ; or les investisseurs ont tendance à favoriser des entrepreneurs issus du même milieu que le leur, dont les projets leur paraissent solides et rassurants. Ainsi, 7% des investissements seulement vont aux start-up dirigées par des femmes dans la technopole californienne. Par leur prédilection pour l'entre-soi, les investisseurs auraient largement contribué à asseoir l'hégémonie des bros dans la Silicon Valley.

## Effets du sexisme

### Effets sur les femmes collègues des bros
En butte à des pratiques discriminatoires et quelquefois au harcèlement, les femmes dans les milieux dominés par la culture bro doivent effectuer un « travail émotionnel » supplémentaire qui peut être épuisant. Le cas de Susan Fowler, employée comme ingénieure chez Uber, où elle a été victime de harcèlement sexuel, apparaît comme emblématique. Les femmes qui s'élèvent dans la hiérarchie sont plus harcelées que d'autres ; ainsi, selon une étude portant sur des femmes britanniques et américaines (le rapport «Speak Up» 2020), 39 % de femmes oratrices dans des conférences sur la technologie ont déclaré avoir été victimes de harcèlement sexuel, contre 29 % de femmes simples auditrices dans ces mêmes conférences. Cette situation pourrait être liée au fait que les femmes occupant une position de supériorité hiérarchique remettent davantage en cause l'image que certains hommes (leurs rivaux notamment) ont d'eux-mêmes.
Les informaticiennes quittent leur emploi deux fois plus souvent que les hommes selon Alaina Percival, directrice générale de Women Who Code, la plus grande communauté d’informaticiennes, et de nombreux postes demeurent vacants. 56 % des programmeuses démissionnent en milieu de carrière selon une étude menée par le groupe Adeva ; s'il est difficile de mesurer ce qui imputable à la toxicité de leurs relations avec leurs collègues, et à des raisons extra-professionnelles (par exemple des femmes quittant leur emploi pour élever leurs enfants) il reste que ce taux, deux fois plus élevé que pour les hommes, est considérable. De plus, les inégalités de revenus entre hommes et femmes ont tendance à perdurer dans un tel contexte.

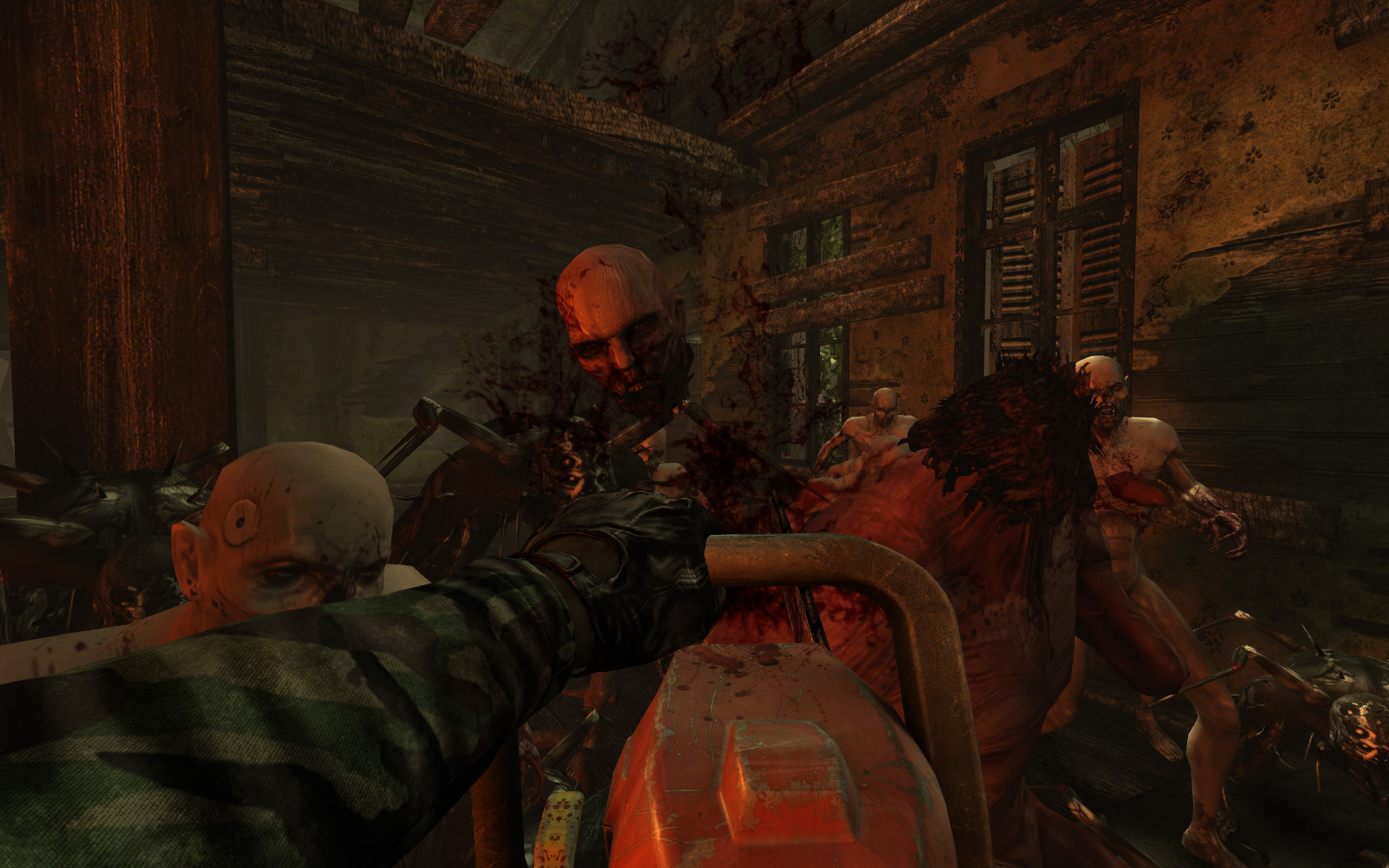
Image tirée du jeu vidéo Killing Floor (cliquer pour agrandir).

### Effets sur la société en général
La technologie occupe une grande place dans les sociétés modernes, la culture bro dans les milieux producteurs de la haute technologie engendre donc des effets à grande échelle. « Les jeux vidéo violents et sexistes », constituent selon Emily Chang, une des manifestations de cette culture. De même, « le harcèlement subi par les femmes sur les réseaux sociaux » et la quasi absence de réaction pour y mettre fin. Les assistants personnels intelligents sont programmés par des hommes pour des hommes. Ainsi, par exemple, Siri jusqu’en 2016 reconnaissait certaines situations de danger, comme une crise cardiaque, et en ignorait d'autres, comme le viol ; il donnait des instructions pour les premières, et en cas de violence conjugale répondait : « Je ne comprends pas de quoi il s’agit ».

## Différents types de bros
Le tech bro travaille dans le domaine de la technologie ; dans la Silicon Valley, le tech bro typique est un homme de vingt-cinq ans blanc vêtu d'une polaire de la marque Patagonia et portant le logo de son entreprise.
La National Public Radio identifie par ailleurs quatre types de bros, :
- Les bros qui ont un goût prononcé pour les sports d'équipe et pour l'alcool, appelés jockish bros (ayant beaucoup de muscles et peu d'intelligence) ;
- Les bros qui portent des vêtements chics et décontractés par exemple des marques Abercrombie & Fitch ou dans le style de Brooks Brothers et qui affichent un « privilège social » ; ils sont appelés preppy bros ;
- Les bros qui ne sont pas de grands buveurs mais qui affichent un style décontracté de surfeurs[8], appelés stonerish bros (de stoner, consommateur de cannabis, de marijuana, etc.) ;
- Les bros qui forment des amitiés étroites et homosociales dans un groupe de bros, appelés dudely bros (de dude qui signifie « mec »).

## Milieux sociaux hors de la tech

### Dans le monde du sport

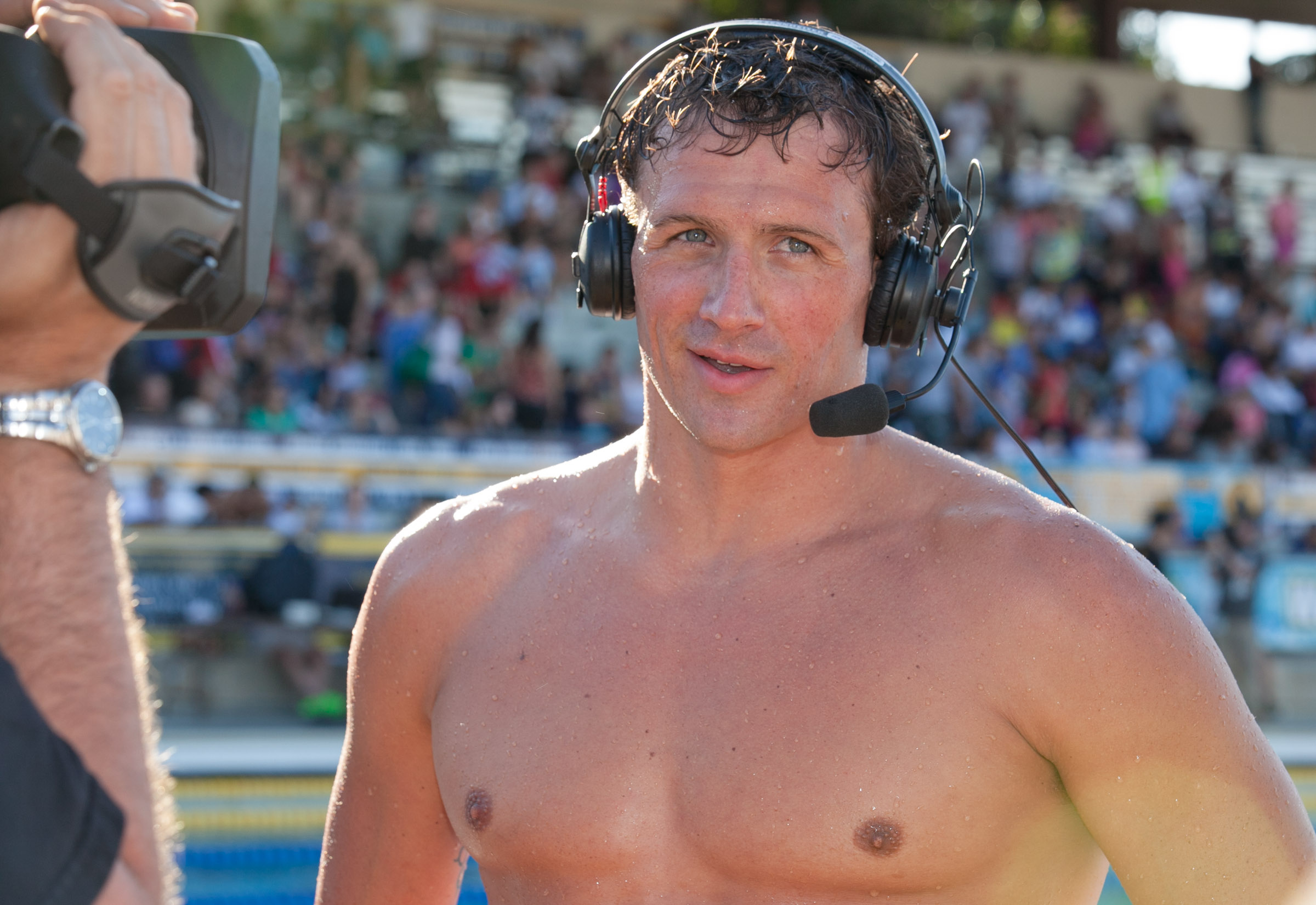
Ryan Lochte a été désigné comme une figure emblématique du bro par la National Public Radio.

La sous-culture Lax bro est définie comme un mode de vie décontracté associé à un sport, la crosse. Elle se caractérise par « une confiance discrète que les critiques appellent arrogance », des cheveux longs, des shorts de surf colorés, des casquettes de baseball à bord plat et des chaussettes mi-mollet colorées. Selon un rapport publié en 2012 dans le Boston Globe, « l'attitude et le style » décontractés (relax) sont courants dans les collèges et les universités. Les partisans de cette sous-culture louent le « sentiment d'identité » dont elle est porteuse et le fait qu'elle contribue à la diffusion d'un sport indigène aux États-Unis, tandis que ses détracteurs critiquent « l'image du preppie / frat boy qui glorifie l'élitisme et la richesse ». La communauté gay a inventé le terme « gaybro ».

### Dans le monde du jeu vidéo
Selon l'ancien concepteur de jeux Microsoft, Daniel Cook, cette société est responsable du développement de la sous-culture bro dans le jeu vidéo : « la XBOX valorisait le machisme, l'ultra-violence et les chimpboys avec des casquettes à l'envers. […] Les joueurs ont reçu une identité de groupe pré-emballée produite par la machine publicitaire d'une méga société ». Microsoft aurait promu ce type d'image de la Xbox pour mettre à mal ses concurrents, décrits comme des « plate-formes pour enfants ».

### Dans le monde politique
Les messages divulgués lors du scandale Telegramgate (en) de 2019 affectant le gouverneur de Porto Rico ont été présentés comme des manifestations d'une culture bro impliquant des personnalités du gouvernement.

## Personnalités célèbres

Travis Kalanick à la conférence DLD (Digital Life Design) de Munich en 2015.

Travis Kalanick, le fondateur d'Uber, est considéré comme une des incarnations de la culture bro,. Il a été incité à démissionner en 2017 à la suite d'accusations de harcèlement et de sexisme.
Une enquête du blog Codeswitch de National Public Radio a désigné des personnalités populaires telles que Matthew McConaughey, Brody Jenner, Joe Rogan, Dane Cook, John Mayer, Ryan Lochte comme figures représentatives de la sous-culture bro.
Dans la fiction, le personnage de Barney Stinson dans la sitcom How I Met Your Mother a été présenté comme « la quintessence du bro contemporain » par Oxford Dictionaries.

## Mots-valises formés avec le mot «bro»
Le mot entre dans de nombreux mots-valises, par exemple :
- « brogrammer » : programmeur bro[3] ;
- « bromance » : romance entre bros ; la première utilisation du mot figure dans un numéro de 2001 de TransWorld Surf ;
- « broscience » : désinformation dans un milieu masculin, particulièrement dans le monde du culturisme[25] ;
- « curlbro » : bro adepte des exercices de musculation des biceps, appelés biceps curl[26] ;
- « brohemian » : bro qui affecte un style branché, bohème[27], etc.

Le linguiste Scott Kiesling (Université de Pittsburgh) note que le terme « bro » est devenu plus productif de mots-valises que « man » (homme) ou « buddy » (copain). Selon lui, « quiconque utilise le terme "bro" prend position sur la culture bro, soit pour en adopter certains aspects, soit pour la critiquer ». Le fait est, dit-il, que l'on ne parle pas de « dude culture » (culture de mecs) ou de « buddy culture » (culture de copains).

### Sources secondaires
- Emily Chang (en), Brotopia: Breaking Up the Boys' Club of Silicon Valley, 2018
- Madame Figaro, « Sexisme, machisme, stéréotypes… Bienvenue dans la "culture bro" du monde de la tech », sur Madame Figaro, 23 janvier 2018 (consulté le 30 avril 2021)
- « La fosse aux "bro" : des anciens de la tech racontent "l'enfer" de la Silicon Valley », sur France 24, 14 mars 2017 (consulté le 30 avril 2021)
- (en) Martin Gibert, « Le nerd, le bro et le proféministe », sur Medium, 16 décembre 2019 (consulté le 30 avril 2021)
- « Comment la Silicon Valley est devenue hostile aux femmes », Le Temps,‎ 6 octobre 2018 (ISSN 1423-3967, lire en ligne, consulté le 12 mai 2021)
- Guillaume Grallet, « Il faut en finir avec la culture bro dans la tech », sur Le Point, 20 octobre 2020 (consulté le 30 avril 2021)
- (en-US) Pui-Wing Tam, « How Silicon Valley Came to Be a Land of ‘Bros’ », The New York Times,‎ 5 février 2018 (ISSN 0362-4331, lire en ligne, consulté le 12 mai 2021)
- (en-GB) Deutsche Welle (www.dw.com), « Women grapple with Silicon Valley's bro culture | DW | 05.07.2017 », sur DW.COM (consulté le 15 mai 2021)
- (en-US) « Stop Calling Everyone a Tech Bro », Wired,‎ 27 janvier 2021 (ISSN 1059-1028, lire en ligne, consulté le 18 mai 2021)

### Sources primaires
- Barney Stinson et Matt Kuhn (trad. Anne Bararuzunza), Le Bro Code [« The Bro Code (en) »], Paris, Éditions Florent-Massot, 25 août 2010, 198 p. (ISBN 978-2-916546-54-4)
- Barney Stinson et Matt Kuhn (trad. Anne Bararuzunza), Le Bro tout de go [« Bro on the Go »], Paris, J'ai lu, 14 mars 2012, 141 p. (ISBN 978-2-290-03401-9)